# Luftangriffe auf Wernigerode
Im Zweiten Weltkrieg führten die United Staates Army Air Forces (USAAF) verschiedene Luftangriffe auf Wernigerode aus. Am 22. Februar 1944 startete die 8th Air Force einen schweren Luftangriff auf die Harzer Fachwerkstadt. Wernigerode war ein vorbereitetes Sekundärziel in der alliierten Luftoffensive Big Week. Neunzehn viermotorige Langstreckenbomber vom Typ Boeing B-17 „Flying Fortress“ warfen nach der Mittagszeit 52,5 Tonnen Sprengbomben (210 Stück) auf die Innenstadt, wodurch 126 Häuser zerstört und über 600 weitere schwer bis leicht beschädigt wurden. Dabei verloren 192 (250) Menschen ihr Leben, davon über 80 % Frauen und Kinder. Es folgten ein leichterer Bombenangriff am 15. März 1944, ein Minenbombenabwurf am 2. November 1944 (14 Tote) und ein Jagdbomberangriff am 7. April 1945 auf Eisenbahnzüge im Bahnhof Minsleben (32 Tote).

## Wernigerode 1944
Wernigerode war Kreisstadt und vielbesuchter Erholungsort am Nordhang des Harzes. Es verfügte über zahlreiche Hotels, Fremdenheime und Pensionen.
Die Bevölkerungszahl und -struktur hatten sich im Krieg bis Anfang 1944 gegenüber der Vorkriegszeit (24.500 Einwohner) grundlegend geändert:
Ständige Einwohner: 26.369,
Evakuierte Bombengeschädigte: 2.811,
Lazarettinsassen: 1.500,
Schwangere Frauen im Lebensborn-Heim „Harz“: 110,
Deutsche Bevölkerung gesamt: 30.790
Ausländische Arbeitskräfte 3.665,
Kriegsgefangene: 389,
KZ-Insassen: 700,
Zusammen: Ausländer 4.700
Bewohner zusammen: 35.000. Die Stadt war mit 10.000 Menschen übervölkert.
Dem Luftschutz dienten öffentliche, betriebliche und private Schutzräume. Am Galgenberg nördlich der Innenstadt waren lange und verzweigte Luftschutzstollen in den Berg getrieben worden. Sie sind heute betonverfüllt und die Zugänge verschlossen. Ab 1943 wurden mit Nachdruck Deckungsstollen in Hausgärten und im öffentlichen Raum angelegt.
Wernigerode war Lazarettstadt mit einer großen Bettenzahl (n = 1.500), auch durch Umwandlung von Schulen und Hotels in Reservelazarette. Die größeren Lazarette waren, wie international üblich, mit einem Roten Kreuz auf dem Dach kenntlich gemacht worden.
Im Nordwesten der Stadt lag ein Werk der Rautenbach AG. Es war seit 1939 die modernste Leichtmetallgießerei im Reich. Sie stellte Flugmotoren-Gussteile her und hatte 5.600 Beschäftigte (1944), darunter viele Fremdarbeiter und Kriegsgefangene, besonders aus der UdSSR. Das Werk wurde nicht bombardiert.

## Die Angriffe

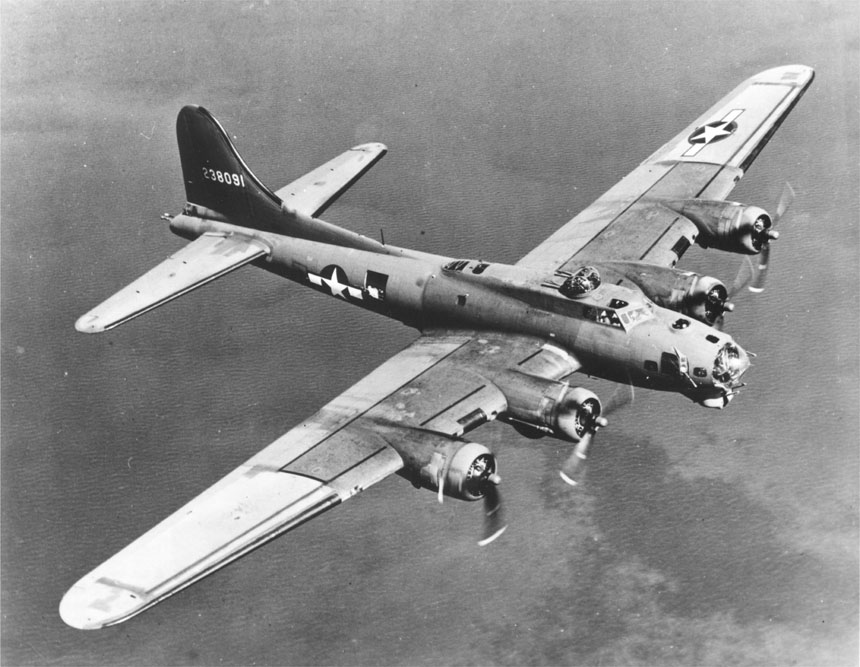
US-Bomber Boeing B-17 „Flying Fortress“

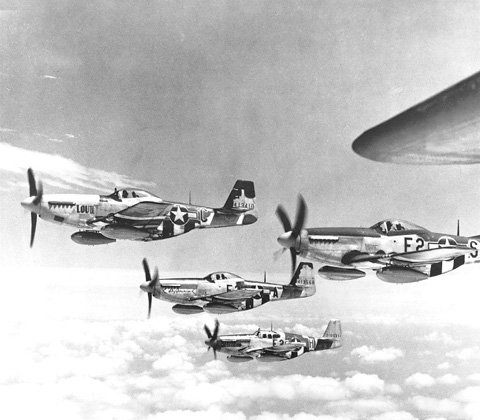
Langstreckenbegleitjäger des Typs P-51 „Mustang“

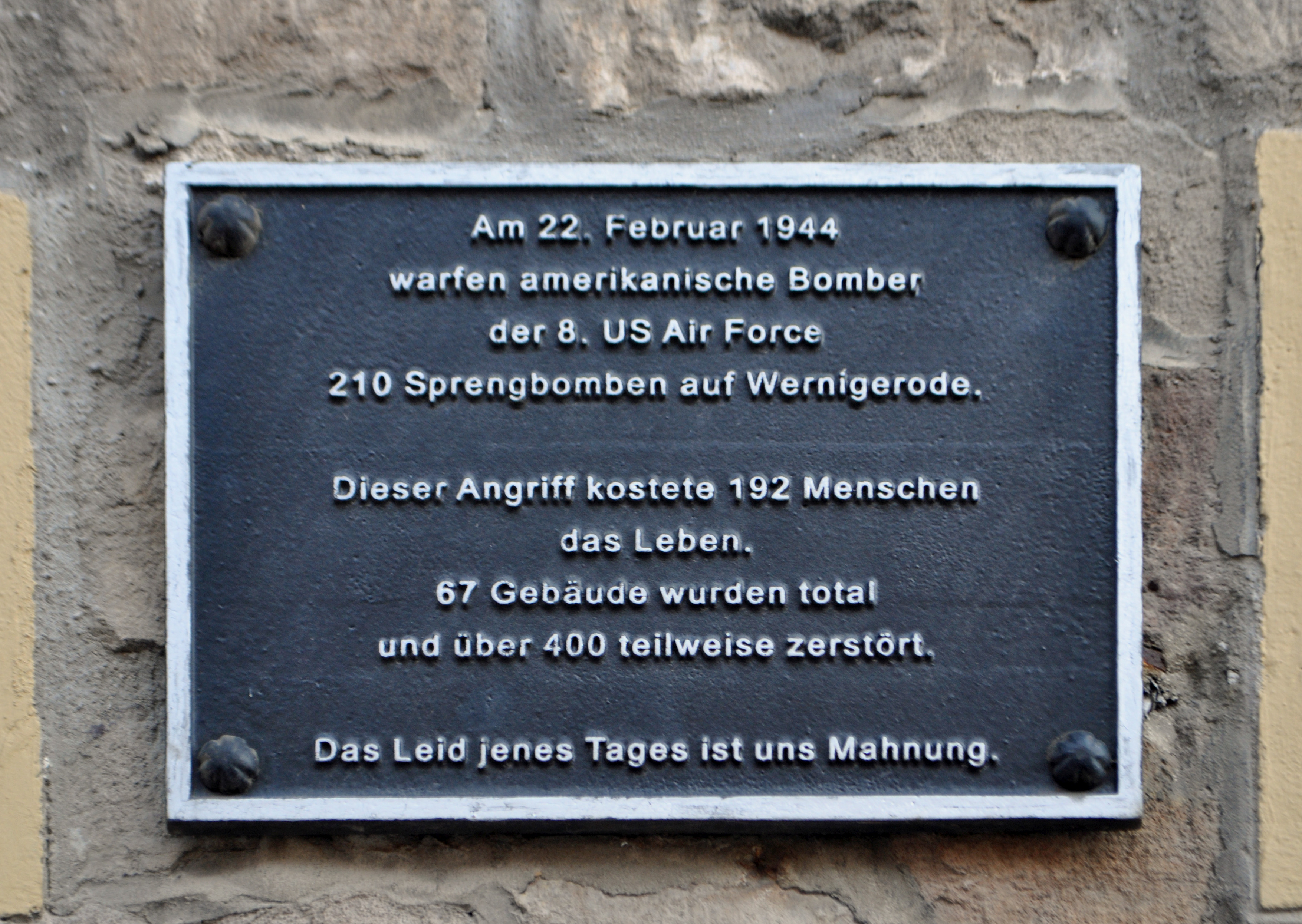
Gedenktafel in der Breiten Straße zum Bombenangriff am 22. Februar 1944

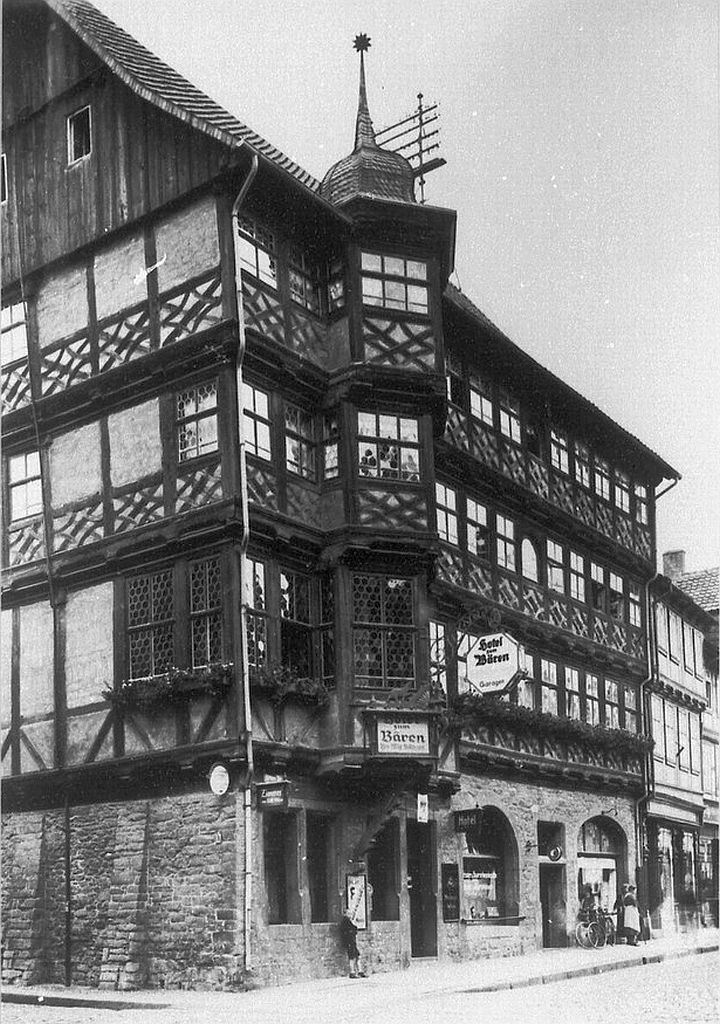
Hotel „Zum Bären“ vor der Zerstörung

Alle Luftangriffe auf Wernigerode wurden 1944/1945 zur Tageszeit und durch US-Luftstreitkräfte ausgeführt.
Der Angriff am 22. Februar 1944 fiel in die alliierte Big Week, die vom 20. bis 25. Februar 1944 der Zerstörung von Luftrüstungsanlagen in Deutschland galt. 6.000 schwere strategische Bomber und 3.670 Langstrecken-Begleitjäger der USAAF und der britischen Royal Air Force waren im Einsatz. Konnten die Hauptziele/Primärziele nicht angegriffen werden, wurde die Bombenlast über vorbereiteten Ausweichzielen/Sekundärzielen (Targets of Opportunity) abgeworfen.
- 22. Februar 1944: Von ihren Basen in Ostengland starteten an diesem Morgen 289 Boeing B-17-Bomber der 1st Bombardment Wing der 8th Air Force, von denen 181 „effektiv“ wurden.[2] Sie hatten Sprengbomben, Stabbrandbomben, Flüssigkeitsbrandbomben, Phosphorbrandbomben und Phosphorkanister geladen.[3] Eskortiert wurden die „Fliegenden Festungen“ von Langstrecken-Begleitjägern der Typen P-38 „Lightning“, P-47 „Thunderbolt“ und P-51 „Mustang“. Primärziele waren Aschersleben, Bernburg und Halberstadt. Zu den Sekundärzielen gehörte Wernigerode.[2]

Am späten Vormittag des 22. Februar ertönte in Wernigerode Voralarm, gegen 12:00 Uhr Vollalarm. Von 14:02 bis 14:04 Uhr wurden aus etwa 7.000 Metern Höhe 210 Stück hochbrisante 500-lb-Sprengbomben (52,5 Tonnen) von den B-17-Bombern über Wernigerode abgeworfen. Bei aufgerissener Bewölkung und damit guter Sicht an einem „strahlenden Wintertag“ mit leichter Schneedecke fielen die Bomben in das Zentrum der Stadt. 40 der 210 Bomben gingen im Lustgarten unterhalb des Schlosses nieder, sonst wären die Schäden in der Innenstadt noch verheerender gewesen. 126 Häuser wurden total zerstört, weit über 600 in verschiedenem Grade beschädigt. Die Sprengbomben richteten ihr Unheil in den teilweise leichtgebauten und alten Häusern bis in die Luftschutzkeller an. Stark betroffen waren die Neustadt, wie auch der Bereich des Nicolaiplatzes, der Burgstraße, der Kochstraße sowie das Gebiet der Hasseröder Brauerei am Auerhahn und des Sonnenbrinks. Das Kriegstagebuch der Wehrmacht hob besonders den Totalschaden an der Reservelazarett-Abteilung Hotel „Zum Bären“, die schwere Beschädigung der Reservelazarett-Abteilung Hotel „Reichshof“ und leichtere Beschädigungen von zwei weiteren Reservelazaretten hervor. Nicht bombardiert worden die Rautenbach-Werke im Nordwesten der Stadt, die auch in keiner Zielplanung der USAAF enthalten waren. Neben der Bevölkerung selbst waren zur Bergung von verschütteten Toten und Verwundeten, Luftschutzkräfte aus Wernigerode und Umgebung, diverse Organisationen und vom 22. bis 27. Februar 1.000 Mann „Hilfskommandos“ vom Wehrkreis XI der Wehrmacht im Einsatz. Nach ersten Meldungen kamen 186 Menschen ums Leben und 143 wurden verwundet, später wurden bis 250 Tote angegeben.
Sachschäden im Einzelnen (22. Februar 1944)
Die Berichte differieren wenig. Neben 126 total zerstörten und über 600 beschädigten Häusern werden auch angegeben: 112 total zerstörte, 109 schwer beschädigte, 200 mittelgradig beschädigte und 305 leicht beschädigte Häuser.
Der Verlust an Wohnraum in der vor allem mit Luftkriegs-Evakuierten übervölkerten Stadt war schwerwiegend.
Kultur- und öffentliche Bauten: Zahlreiche historische Fachwerkhäuser fielen den Sprengbomben zum Opfer. So wurde das ehemalige Faulbaumsche Brauerei- und Bürgerhaus zerstört, ein vierstöckiges Fachwerkgebäude von 1680-1684, das spätere Hotel „Zum Bären“, Breite Straße 78 (nur untere zwei Stockwerke wieder instand gesetzt). Zwei Metalltafeln an der Straßenseite des Gebäudes erinnern an seine Geschichte und an den amerikanischen Luftangriff vom 22. Februar 1944. Vom Hotel „Weißer Hirsch“ am Marktplatz wurden im hinteren Teil der Festsaal und der Wintergarten zerstört. Das Hotel „Reichshof“ und das Postgebäude in der Marktstraße wurden schwer beschädigt, die Capitol-Lichtspiele in der Burgstraße zerstört. Die barocke Orangerie im Lustgarten wurde im Westteil, zusammen mit dem seitlich angrenzenden Palmenhaus, schwer beschädigt. Das Löwentor als südlicher Eingang zum Lustgarten wurde zerstört, der wertvolle Baumbestand schwer getroffen. Die Johanniskirche wurde beschädigt: die Fenster zerbarsten durch die Druckwellen, das Kalkstein-Maßwerk der Fenster trug Schäden davon, die heute noch erkennbar sind. Bedingt durch das defekte Dach fand das „Totengedenken in dem zerstörten Gotteshaus“ mit Schnee auf den Särgen statt.
Von Zerstörungen und Beschädigungen waren Geschäfts- und Wohnhäuser betroffen in: Breite Straße, Große Schenkstraße, Anger, Pfarrstraße, Johannisstraße, Untere Burgstraße, Nicolaiplatz, Marktstraße, Kochstraße, Oberengengasse, Unterengengasse, Büchtingenstraße und Grubestraße.
Opfer (22. Februar 1944) und Begräbnisstätte
Zur Zahl der Todesopfer vom 22. Februar findet man Angaben von 181, 192 bis 250. Die niedrigeren Zahlen erklären sich teilweise damit, dass die später Verstorbenen oder Aufgefundenen noch nicht erfasst waren und nur Wernigeröder Einwohner und/oder keine Fremdarbeiter, Häftlinge oder Kriegsgefangenen darin berücksichtigt wurden. Das letzte erfasste Opfer verstarb am 16. Juli 1944. 143 Menschen wurden verwundet.
In der örtlichen Presse erschienen kurz nacheinander drei Anzeigen des Gauleiters mit zusammen 168 Todesopfern als Folge des Angriffs vom 22. Februar 1944 („Einem feindlichen Terrorangriff fielen zum Opfer“). Die Liste enthält ausschließlich deutsche Familiennamen, ist also keinesfalls vollständig. Eine Analyse ergab: 82 % waren Erwachsene, also 18 % Kinder (n=30). Von den Erwachsenen waren 79 % Frauen. Frauen und Kinder zusammen stellten 83 % der Getöteten.
Nach einer Trauerfeier am 1. April 1944 wurden die Opfer des Luftangriffs überwiegend in Reihen-/Gemeinschaftsgräbern auf dem Zentralfriedhof Wernigerode im Stadtteil Hasserode beigesetzt. Auf dem gepflegten „Ehrenfriedhof Mauerseite“ (oben/unten/Kleine Terrasse) findet man folgende Inschrift: „250 Opfer 1941–1948“. „Besonders ist hier der Bombenangriff am 22.02.1944 auf Wernigerode zu erwähnen, welcher zahlreiche Opfer mit sich zog, der alle Generationszweige mit in den Tod nahm.“ Die fünf Stelen mit 250 Namen und Vornamen zeigen keine Geburts- und Todesdaten.
Kriegsgräberstätte Zentralfriedhof Wernigerode:

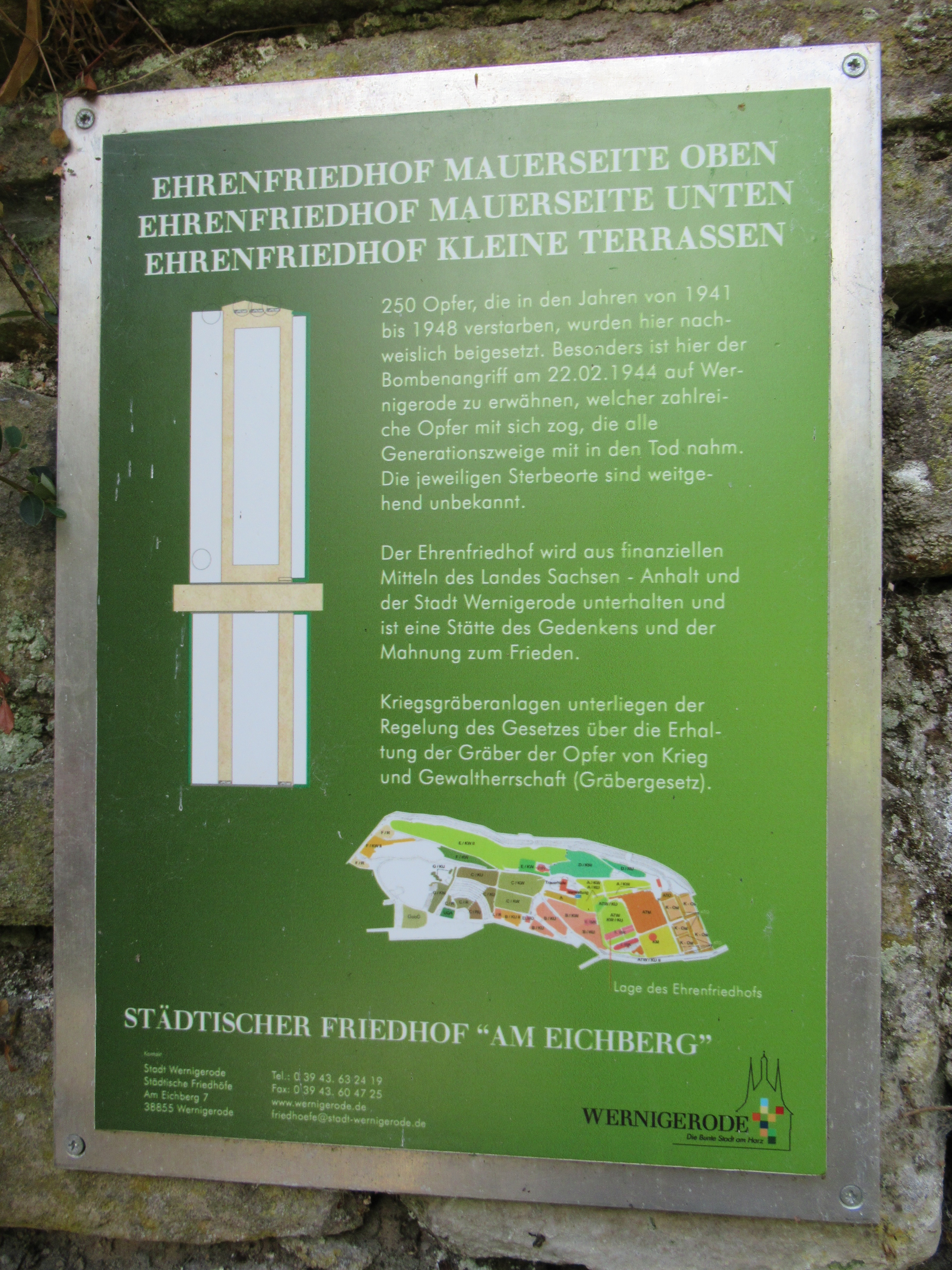
Kriegsgräberstätte 2. Weltkrieg
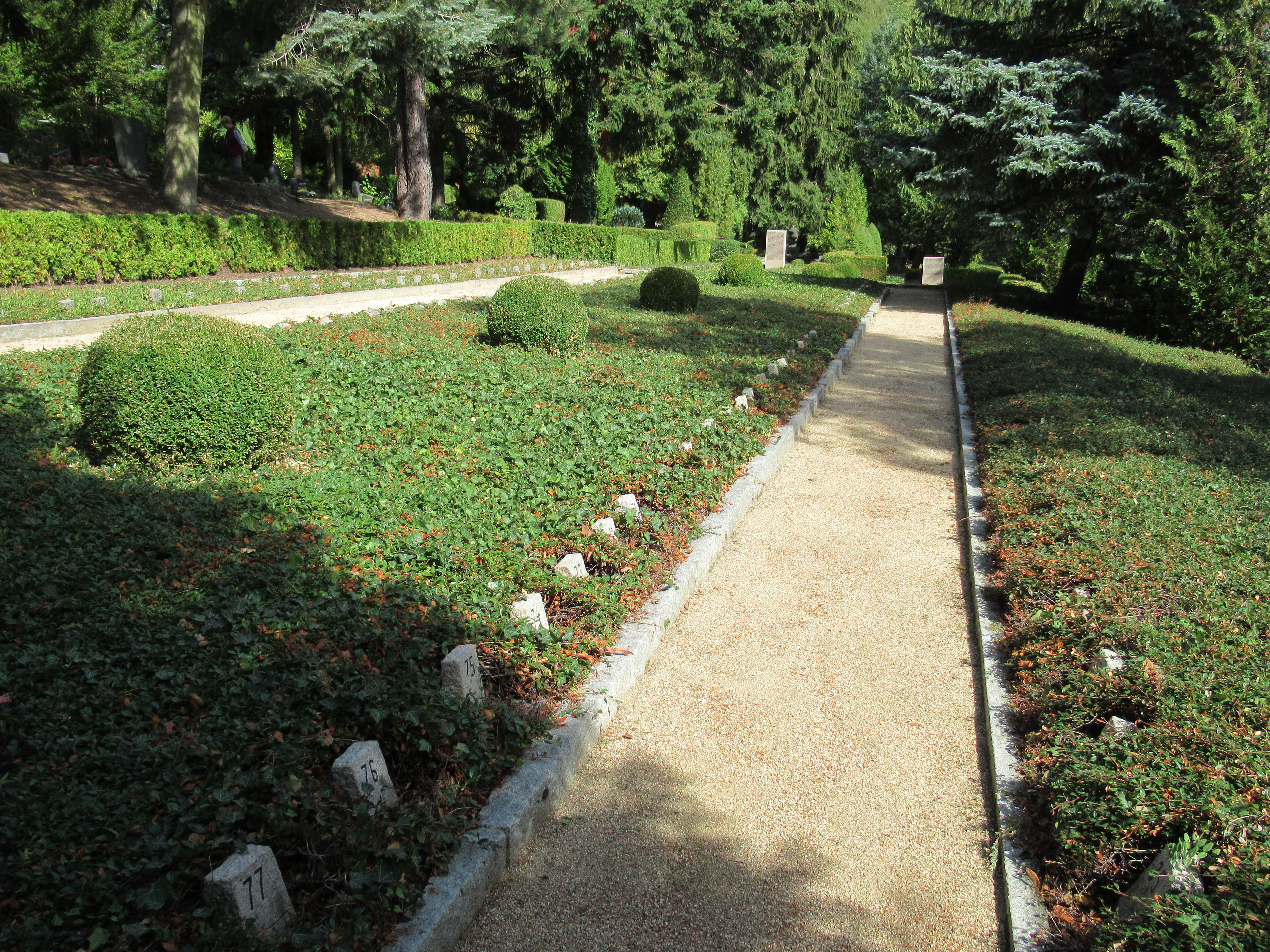
Kriegstote, besonders Bombenopfer 1944
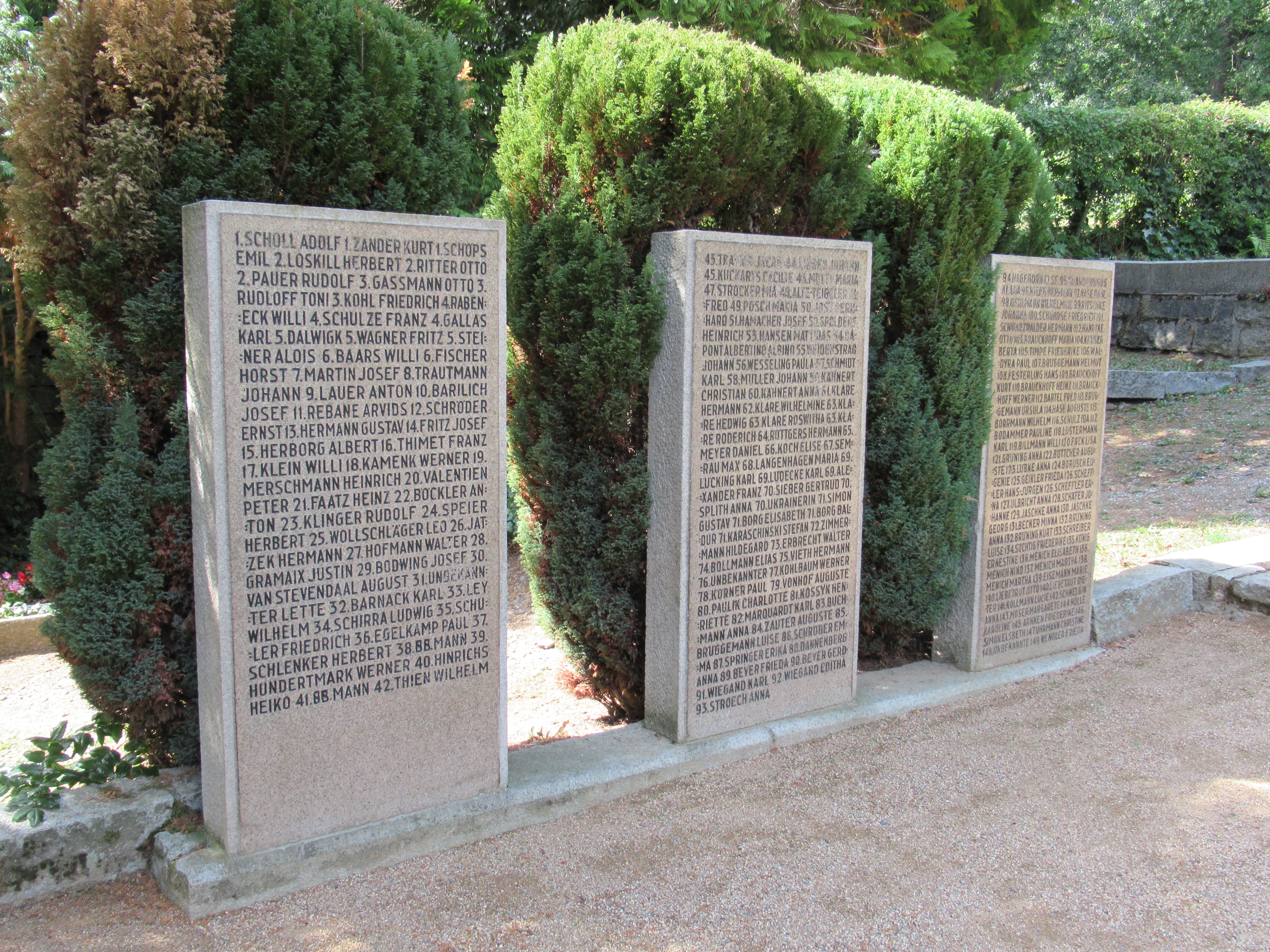
Kriegstote, besonders Bombenopfer 1944

- 15. März 1944

Ein erneuter, leichterer US-Luftangriff führte zu folgenden Schäden: 5 total zerstörte Häuser, 7 schwer beschädigte, 15 mittelschwer beschädigte und 58 leichter beschädigte Häuser. Dieser Angriff wurde von der 9th Air Force durchgeführt, die Unterstützungseinsätze für die Bomber der 8th Air Force flog.
- 2. November 1944

In der Benzingeröder Straße ging eine US-Luftmine nieder. Vier Häuser wurden total zerstört, weitere beschädigt. Es gab 14 Tote.
- 7. April 1945

Minsleben (Ortsteil von Wernigerode): Zwei US-Jagdbomber beschossen zwei Personenzüge und einen Güterzug mit KZ-Häftlingen auf dem Bahnhof Minsleben. 32 Todesopfer und zahlreiche Schwerverletzte waren zu beklagen.
- 11. April 1945

Bei der Besetzung der Stadt durch US-Panzertruppen am Nachmittag des Tages kam es nur zu begrenzten Schusswechseln zwischen dem Krankenhaus und dem Westerntor, die allerdings zu 20 Gefallenen führen.
- 19. April 1945

Brocken: 20 angloamerikanische Bomber zerstörten am späten Nachmittag die Gebäude auf dem Brocken, darunter das Brockenhotel, noch am gleichen Tag erfolgte die Besetzung des Brocken-Plateaus durch US-Truppen.

## Wiederaufbau
Sicherungs- und Instandsetzungsarbeiten an der zerstörten oder beschädigten Bausubstanz setzten trotz des Krieges gleich nach den Angriffen ein.
Der Wiederaufbau vollzog sich dann unter den Bedingungen der SBZ/DDR, wobei einige Flächen bis nach 1990 unbebaut blieben, und nach der Wiedervereinigung unter denen der Bundesrepublik. Nach 1990 wurden die letzten verbliebenen Lücken mit Neubauten geschlossen. Er ist insgesamt so gelungen, dass der wenig geschichtskundige Besucher heute die baulichen Folgen der Bombardements kaum noch bemerkt. Nur Beschädigungen an der Johanniskirche, zwei Metalltafeln in der Breiten Straße 78 (ehemaliges Hotel „Zum Bären“), eine Informationstafel mit Hinweis auf die stark beschädigte Orangerie und Splitternarben an erhaltenen Bäumen im Lustgarten erinnern daran.